# Samuel Llorca
Samuel Llorca Ripoll (Alicante, España, 26 de abril de 1985) es un futbolista español. , es un exfutbolista español. Jugaba de defensa y su último equipo fue el Hércules C.F.

## Trayectoria
Inició sus primeros pasos en el fútbol jugando en el equipo alicantino  C.D San Blas Alto concretamente en benjamines y alevines. Asimismo el Hércules C.F lo incorporó a sus categorías inferiores, donde pasó por todos sus equipos hasta llegar al Hércules B.
Tras jugar con el filial herculano en Regional Preferente durante la temporada 2004/05, en la temporada siguiente se marchó cedido al CD Alone de Guardamar de la Tercera División, y fue un jugador muy importante para la permanencia del club de Guardamar del Segura en Tercera. Al término de su cesión y tras su regreso al Hércules C.F, el club herculano le concedió la baja y firmó con el Elche CF hasta 2009 para jugar en principio en el equipo filial Elche Ilicitano.
La temporada 2006/07 actuó en la mayoría de encuentros con el Elche Ilicitano en la Tercera División. Disputó con el primer equipo franjiverde los dos últimos encuentros de esa temporada de la mano del entrenador David Vidal, debutando en Segunda División el 9 de junio de 2007 en un Elche C. F.-CD Castellón (1-0), fue sustituido por Alfredo en el minuto 65 tras una contractura muscular fruto del cambio de ritmo en los entrenamientos con el primer equipo.
La temporada 2007/08 resultó la de su consagración como futbolista de la primera plantilla del Elche CF actuando como titular indiscutible por delante de centrales experimentados como Diego Trotta o Iván Amaya.
En noviembre de 2007 su contrato fue revisado y ampliado hasta el año 2012, equiparándose así a la ficha de un jugador profesional. Durante la temporada 2007/08 recibió ofertas de diversos clubes, entre los que figuran los ingleses del Sheffield United F.C y Fulham F.C. También estuvo a punto de fichar por el equipo madrileño de Vallecas el Rayo Vallecano. También el Atlético de Madrid y el Arsenal han querido hacerse con el jugador.
En julio de 2011 pagó su propia libertad al Elche C.F por 400.000 euros y seguidamente ficha por el Hércules C.F por 4 temporadas, volviendo así al club donde se formó.
El 8 de julio de 2012 se confirma su traspaso al Celta de Vigo, equipo recién ascendido a la Primera División por un precio cercano a los 400.000 euros. En el partido que enfrentó a los gallegos contra la U.D. Almería en Copa del Rey, Samuel sufrió una rotura de ligamento cruzado de la rodilla que le mantuvo muchos meses fuera de los terrenos de juego.
El 9/07/13 volvió a recaer en la lesión del ligamento cruzado anterior y estará de baja durante 6 meses.
El 23/01/14 se va cedido al Deportivo Alavés, S.A.D hasta final de temporada
La temporada 2014-2015 fue cedido al Real Valladolid y tras la finalizar la temporada con buen rendimiento se desvinculó del Real Club Celta de Vigo para volver a recalar en el Real Valladolid.
El 19 de agosto de 2016 se confirmó la cesión por parte del Real Valladolid al Racing de Santander. En julio de 2017 volvió al Hércules C.F.

## Clubes
| Club                                   | País   | Año       |
| -------------------------------------- | ------ | --------- |
| Hércules C.F. B                        | España | 2004-2005 |
| C.D. Alone de Guardamar                | España | 2005-2006 |
| Elche C.F. Ilicitano                   | España | 2006-2007 |
| Elche C.F.                             | España | 2007-2011 |
| Hércules C.F.                          | España | 2011-2012 |
| R.C. Celta de Vigo                     | España | 2012-2014 |
| Deportivo Alavés (cedido)              | España | 2014      |
| Real Valladolid (cedido) 2014-2015     | España | 2014-2016 |
| Real Racing Club de Santander (cedido) | España | 2016-2017 |
| Hércules C.F.                          | España | 2017-2020 |